# Westralaoma aprica
Westralaoma aprica är en snäckart som beskrevs av Tom Iredale 1939. Westralaoma aprica ingår i släktet Westralaoma och familjen punktsnäckor. Inga underarter finns listade i Catalogue of Life.